# Ischyja amboinensis
Ischyja amboinensis är en fjärilsart som beskrevs av Felder. Ischyja amboinensis ingår i släktet Ischyja och familjen nattflyn. Inga underarter finns listade i Catalogue of Life.